# Puente de Domingo Flórez
Pour les articles homonymes, voir Flórez.
Puente de Domingo Flórez est une commune espagnole, appartenant à la comarque historique de La Cabrera et à la comarque administrative de El Bierzo, dans la province de León, communauté autonome de Castille-et-León, dans le nord ouest de l'Espagne.
La commune est située sur le Camino de Invierno, un des chemins secondaires du pèlerinage de Saint-Jacques-de-Compostelle qui commence à Ponferrada.